# Francesco Oliva
Francesco Oliva (Papasidero, Italia, 14 de janeiro 1951) é um bispo católico italiano, atual Bispo da diocese de Locri-Gerace, na Região Calábria.

## Biografía
Nascido em 1951, foi ordenado padre em 1976 e virou arquivista dos Arquivos Secretos do Vaticano, formando-se em in utroque iure em 1981 na Pontifícia Universidade Lateranense.
Em 5 de maio de 2014 foi nomeado bispo da diocese de Locri-Gerace.

## Successão apostolica
Esta è a successão apostolica dos bispos que chegou atè a consacração de Dom Francisco.
- Cardeal Scipione Rebiba
- Cardeal Giulio Antonio Santorio
- Cardeal Girolamo Bernerio, O.P.
- Arcebispo Galeazzo Sanvitale
- Cardeal Ludovico Ludovisi
- Cardeal Luigi Caetani
- Cardeal Ulderico Carpegna
- Cardeal Paluzzo Paluzzi Altieri degli Albertoni
- Papa Bento XIII, O.P.
- Papa Bento XIV
- Papa Clemente XIII
- Cardeal Enrico Benedetto Stuart
- Papa Leão XII
- Cardeal Chiarissimo Falconieri Mellini
- Cardeal Camillo Di Pietro
- Cardeal Mieczysław Halka Ledóchowski
- Cardeal Jan Maurycy Paweł Puzyna de Kosielsko
- Arcebispo San Józef Bilczewski
- Arcebispo Bolesław Twardowski
- Arcebispo Eugeniusz Baziak
- Papa João Paulo II
- Cardeal Carlo Maria Martini, S.J.
- Cardeal Dionigi Tettamanzi
- Bispo Nunzio Galantino